# Doua Moua
 (février 2024).
Si vous disposez d'ouvrages ou d'articles de référence ou si vous connaissez des sites web de qualité traitant du thème abordé ici, merci de compléter l'article en donnant les références utiles à sa vérifiabilité et en les liant à la section « Notes et références ».
Doua Moua est un acteur américain né en Thaïlande le 7 février 1987.

## Filmographie

### Cinéma
- 2004 : Pals : Ming
- 2004 : Strealing Summer : le mec étranger
- 2005 : Factotum : un spectateur
- 2005 : Don't Whistle : Tou
- 2007 : PBI: Paranormal Bureau of Investigation : Coco
- 2008 : Uncertainty : le gérant du cybercafé
- 2008 : Gran Torino : Spider
- 2009 : Karma Calling : l'employé du restaurant chinois
- 2009 : Across Dot Ave. : l'employé du magasin de café
- 2010 : Le Dernier Maître de l'air : le garde des frontières de la Terre
- 2010 : King's Man : Hong
- 2011 : Dirty Movie : Wing Thai
- 2012 : Greencastle : Nu Vang
- 2015 : Tracers : Skinny Jeans
- 2015 : Memoria : Takeshi Motoki
- 2017 : Smartass : le gérant du bureau
- 2018 : Tournament : Lung
- 2019 : Itsy Bitsy : l'homme blessé
- 2020 : Reality Queen! : Klarc Kim
- 2020 : Mulan : Po
- 2020 : Herotica : Rick Chen
- 2021 : Keeping Company : le dealer de drogue

### Télévision
- 2007 : The Naked Brothers Band : le voyou chinois (1 épisode)
- 2010 : Blue Bloods : Big Eyes (2 épisodes)
- 2016 : Esprits criminels : Unité sans frontières : Unsub (1 épisode)
- 2017 : Iron Fist : un garde militaire (1 épisode)
- 2017 : Veep : le questionneur (1 épisode)